# کهریز علیا (کرمانشاه)
کهریز علیا (کرمانشاه)، روستایی از توابع بخش فیروزآباد شهرستان کرمانشاه در استان کرمانشاه ایران است.

## جمعیت
این روستا در دهستان سرفیروزآباد قرار دارد و براساس سرشماری مرکز آمار ایران در سال ۱۳۸۵، جمعیت آن زیر سه خانوار بوده‌است.